# Regra do 52-17
A Regra 52/17 é um método de gerenciamento de tempo que recomenda 52 minutos de trabalho concentrado seguidos de 17 minutos de descanso e recarga.
Este princípio foi apresentado pela primeira vez em 2014 num artigo para a The Muse  e desde então tem sido discutido por outros meios de comunicação.   O princípio da produtividade 52/17 foi inicialmente descoberto e apresentado pelo aplicativo de controle de tempo e produtividade DeskTime.
Esta abordagem baseia-se na ideia de que o cérebro humano só consegue manter um alto nível de foco e concentração durante um tempo limitado antes de ficar fatigado. Ao fazer pausas regulares, os indivíduos podem prevenir o esgotamento, reduzir estresse e manter os seus níveis de energia ao longo do dia.
Durante o período de trabalho de 52 minutos, os profissionais são incentivados a concentrar-se numa única tarefa, eliminar distrações e trabalhar com intensidade e um propósito. Esta abordagem não só ajuda na produtividade e eficiência, mas também ajuda na motivação e na criatividade.  
Ao fazer o intervalo de 17 minutos, os usuários são incentivados a praticar atividades que conduzam ao relaxamento e ao rejuvenescimento, como fazer alongamento, fazer caminhada, meditar ou ouvir música. Estas atividades podem ajudar a reduzir o estresse, a aumentar os níveis de energia e a melhorar o bem-estar geral.

## Estudo original
O estudo buscou descobrir a correlação entre as horas de trabalho e níveis de produtividade das pessoas. Para tanto, 10% das pessoas mais produtivas que usavam o aplicativo DeskTime foram isolados com base na proporção de uso de aplicativos "produtivos" durante seus trabalhos.
Em seguida, o aplicativo analisou o tempo de uso do computador durante um dia de trabalho. Descobriu-se que esse dia de trabalho era dividido, em média, em jornadas de 52 minutos de trabalho focado e intervalos de 17 minutos, tempo que ficavam longe do computador.

## Recepção
Após o sucesso do artigo original no The Muse, o método também foi discutido pela Inc.,  Lifehacker,  The Atlantic,  Fast Company  e The Washington Post. Graças a isso, o método continuou a ganhar popularidade, permitindo com que outros aplicativos e ferramentas de produtividade, por exemplo, um aplicativo móvel e um cronômetro para navegador fosse construídos com base nessa tática de produtividade.

## Atualização da regra
Em 2022, a equipe por trás do estudo inicial atualizou a regra com novas descobertas, com a proporção de tempo atualizada para 112/26.

## Comparação com a Técnica Pomodoro
Assim como a Técnica Pomodoro, o Princípio da Produtividade 52/17 usa uma relação restrita entre trabalho e descanso para alcançar maior produtividade. No entanto, a Técnica Pomodoro é baseada em uma programação de 25/5 minutos em vez de 52/17 minutos. Embora a Técnica Pomodoro seja muito popular, alguns blogueiros de produtividade relataram que, como seus intervalos de tempo de 25 minutos eram muito curtos para produzir resultados eficazes, eles optaram pela regra 52/17. 